# Renato Olmi
Renato Olmi (Trezzo sull'Adda, Provincia de Milán, Italia, 12 de julio de 1914 - Crema, Provincia de Cremona, Italia, 15 de mayo de 1985) fue un futbolista italiano. Se desempeñaba en la posición de centrocampista.

## Selección nacional
Fue internacional con la selección de fútbol de Italia en 3 ocasiones. Debutó el 14 de abril de 1940, en un encuentro amistoso ante la selección de Rumania que finalizó con marcador de 2-1 a favor de los italianos.

### Participaciones en Copas del Mundo
| Mundial                        | Sede    | Resultado |
| ------------------------------ | ------- | --------- |
| Copa Mundial de Fútbol de 1938 | Francia | Campeón   |

## Clubes
| Club             | País   | Año         |
| ---------------- | ------ | ----------- |
| A. C. Crema      | Italia | 1932 - 1933 |
| U. S. Cremonese  | Italia | 1933 - 1936 |
| Brescia Calcio   | Italia | 1936 - 1937 |
| Ambrosiana-Inter | Italia | 1937 - 1941 |
| Juventus F. C.   | Italia | 1941 - 1942 |
| Ambrosiana-Inter | Italia | 1942 - 1943 |
| U. S. Cremonese  | Italia | 1944        |
| A. C. Crema      | Italia | 1945 - 1947 |

## Palmarés

### Campeonatos nacionales
| Título      | Club             | País   | Año      |
| ----------- | ---------------- | ------ | -------- |
| Serie C     | U. S. Cremonese  | Italia | 1935-36  |
| Serie A     | Ambrosiana-Inter | Italia | 1937-38  |
| Copa Italia | Ambrosiana-Inter | Italia | 1938-39  |
| Serie A     | Ambrosiana-Inter | Italia | 1939-40  |
| Copa Italia | Juventus F. C.   | Italia | 11941-42 |

### Copas internacionales
| Título                 | Club                | País   | Año  |
| ---------------------- | ------------------- | ------ | ---- |
| Copa Mundial de Fútbol | Selección de Italia | Italia | 1938 |